# Salzburger Nachrichten
Salzburger Nachrichten (дословно: Новости из Салзбурга) су дневне новине на немачком језику које излазе у Салцбургу, Аустрија од 1945. године.

## Историја и профил
Salzburger Nachrichten је основан 1945. године од стране америчких снага које су окупирале Аустрију након Другог светског рата .    Први број изашао је 25. октобра те године.  Дуго је остао под контролом Огранка за информационе услуге САД.  У послератном периоду Салзбургер Нацхрицхтен се фокусирао на покрајинске догађаје и вести и није покривао искључиво значајне догађаје тог периода као што су суђења нацистичким личностима у Нирнбергу. 

## Тираж
Тираж Salzburger Nachrichten био је 98.000 примерака 2002.  Лист је имао тираж од 99.123 примерка 2003.  Следеће године његов тираж је био 96.000 примерака 2004. 
Његова читаност је била 38% у 2006.  Лист је продат у 98.000 примерака 2007.  Њен тираж је био 94.329 примерака 2008. и 91.352 примерка 2009.  Тираж листа био је 86.494 примерка у 2010.   Лист је продат у 69.867 примерака 2011.  Тираж листа у 2013. био је 79.000 примерака. 